# 君のすべてが悲しい
『君のすべてが悲しい』（きみのすべてがかなしい）は、スターダストレビュー20枚目のシングル。1990年9月25日に発売された。

## 収録曲
全編曲：三谷泰弘、作曲：根本要
1. 君のすべてが悲しい
作詞：田口俊
2. カーニバルの夜
作詞：根本要/林紀勝